# Đại Nhạc
Đại Nhạc (chữ Hán giản thể: 岱岳区, âm Hán Việt: Đại Nhạc khu) là một quận thuộc địa cấp thị Thái An, tỉnh Sơn Đông, Cộng hòa Nhân dân Trung Hoa. Quận Đại Nhạc có diện tích 1750 km², dân số năm 2001 là 950.000 người. Quận Đại Nhạc được chia thành 16 trấn, 3 hương. 
- Trấn: Tỉnh Trang, Sơn Khẩu, Phạm, Giác Dục, Tồ Lai, Mãn Trang, Hoàng Tiền, Đại Vấn Khẩu, Lương Trang, Khâu Gia Điếm, Bắc Tập Pha, Hạ Trang, Đạo Lãng, Chúc Dương, Mã Trang, Phòng Thôn, Hóa Mã Loan, Thiên Bình Điếm, Hạ Cảng.
- Hương:.